# Blocco interbrigadista di Dachau
Il blocco interbrigadista del campo di concentramento di Dachau (in tedesco: Interbrigadistenblock) era il nome con cui le SS chiamavano le baracche in cui erano rinchiusi i combattenti della guerra civile spagnola.

## Descrizione
I volontari delle brigate internazionali avevano combattuto per la Repubblica Spagnola durante la guerra civile contro le truppe fasciste di Franco. Alcuni furono imprigionati in Francia e poi trasferiti in Germania attraverso il campo di internamento di Drancy. Il primo convoglio con 130 austriaci arrivò al campo di Dachau il 1º maggio 1941. Seguirono altri trasporti di prigionieri di varie nazionalità; il 17 maggio 1944 a Dachau c'erano 536 combattenti spagnoli.
Gli interbrigatisti erano molto sicuri di sé e sapevano tener testa alle SS. Willi Eifler, l'anziano della baracca di accesso, descrisse il loro comportamento come coraggioso quando dovettero rispondere al responsabile della custodia protettiva sul perché erano andati in Spagna. Opposero resistenza anche ai prigionieri funzionari:
()
In un altro caso, un anziano del blocco aveva colpito un interbrigatista e quest'ultimo gli aveva inaspettatamente restituito il colpo. L'anziano del blocco lo portò davanti al Rapportführer per "ammutinamento", come da regolamento. Il Rapportführer non prese alcun provvedimento, fatto insolito per il campo di Dachau, lmitandosi a far notare all'anziano che, in quanto egli stesso un prigioniero, non poteva colpire altri prigionieri, ma doveva rivolgersi alle SS. Quando il detenuto Pleticha fu colpito alla testa con un mestolo da un anziano del blocco, reagì dandogli un pugno in faccia, dopodiché fu picchiato da altri funzionari. Anche in questo caso le SS non fecero nulla.
Gli interbrigatisti avevano alle spalle un passato di miltanza antifascista, come ad esempio Hans Beimler che fuggì da Dachau nel maggio 1933 e raggiunse Mosca, dove pubblicò il suo opuscolo Im Mörderlager Dachau, il primo rapporto sulle condizioni di vita in un campo di concentramento. In generale, gli interbrigatisti godevano della simpatia dei detenuti per la loro solidarietà con altri prigionieri e per il comportamento impavido tenuto nel campo. 
Non tutti i combattenti spagnoli finirono nel campo di Dachau: alcuni, come Kurt Goldstein, furono immediatamente deportati dalle SS nel campo di concentramento di Auschwitz.